# Coppa del Mondo di rugby a 13 1995
La Coppa del Mondo di rugby a 13 1995 è stata l'undicesima edizione della massima competizione internazionale del rugby a 13. Durante questa edizione ospitata dalla Gran Bretagna si è anche celebrato il centenario della nascita del rugby a 13, avvenuta nel 1895 in seguito alla formazione della Northern Rugby Football Union dopo la scissione dalla Rugby Football Union. Nella cerimonia inaugurale del 7 ottobre si è esibita la cantante Diana Ross.
Il Regno Unito ha lasciato il posto a Inghilterra e Galles, inoltre con l'allargamento del torneo hanno fatto il loro debutto le nazionali di Figi, Sudafrica, Tonga e Samoa Occidentali. L'Australia, a causa della diatriba interna legata alla Super League war, ha estromesso dalla nazionale tutti i giocatori allineati con la Super League.
Le squadre sono state divise in un gruppo da quattro e due gruppi da tre. Le prime classificate e la migliore seconda hanno avuto accesso alle semifinali. Nella finale giocata al Wembley Stadium si sono affrontate Australia e Inghilterra, con gli australiani che hanno prevalso ancora una volta. Nonostante i timori e i dubbi riguardo alla possibilità di assistere a partite equilibrate dopo l'allargamento, la competizione ha riscosso un buon successo.

## Gruppo 1

### Risultati
| Londra 7 ottobre 1995 | Inghilterra | 20 – 16 | Australia | Wembley Stadium (41.271 spett.) |

| Bradford 8 ottobre 1995 | Figi | 52 – 6 | Sudafrica | Lawkholme Lane (4.845 spett.) |

| Gateshead 10 ottobre 1995 | Australia | 86 – 6 | Sudafrica | Gateshead International Stadium (9.181 spett.) |

| Wigan 11 ottobre 1995 | Inghilterra | 46 – 0 | Figi | Central Park (26.263 spett.) |

| Huddersfield 14 ottobre 1995 | Australia | 66 – 0 | Figi | McAlpine Stadium (7.127 spett.) |

| Leeds 14 ottobre 1995 | Inghilterra | 46 – 0 | Sudafrica | Headingley (14.041 spett.) |

### Classifica
| Squadra     | Giocate | Vinte | Pareggiate | Perse | A favore | Contro | Differenza | Punti |
| ----------- | ------- | ----- | ---------- | ----- | -------- | ------ | ---------- | ----- |
| Inghilterra | 3       | 3     | 0          | 0     | 112      | 16     | +96        | 6     |
| Australia   | 3       | 2     | 0          | 1     | 168      | 26     | +142       | 4     |
| Figi        | 3       | 1     | 0          | 2     | 52       | 118    | -66        | 2     |
| Sudafrica   | 3       | 0     | 0          | 3     | 12       | 184    | −172       | 0     |

## Gruppo 2

### Risultati
| Warrington 8 ottobre 1995 | Nuova Zelanda | 25 – 24 | Tonga | Wilderspool Stadium (8.083 spett.) |

| Hull 10 ottobre 1995 | Papua Nuova Guinea | 28 – 28 | Tonga | The Boulevard (5.121 spett.) |

| St Helens 13 ottobre 1995 | Nuova Zelanda | 22 – 6 | Papua Nuova Guinea | Knowsley Road (8.679 spett.) |

### Classifica
| Squadra            | Giocate | Vinte | Pareggiate | Perse | A favore | Contro | Differenza | Punti |
| ------------------ | ------- | ----- | ---------- | ----- | -------- | ------ | ---------- | ----- |
| Nuova Zelanda      | 2       | 2     | 0          | 0     | 47       | 30     | +17        | 4     |
| Tonga              | 2       | 0     | 1          | 1     | 52       | 53     | -1         | 1     |
| Papua Nuova Guinea | 2       | 0     | 1          | 1     | 34       | 50     | -16        | 1     |

## Gruppo 3

### Risultati
| Cardiff 9 ottobre 1995 | Galles | 28 – 6 | Francia | Ninian Park (10.250 spett.) |

| Cardiff 12 ottobre 1995 | Samoa | 56 – 10 | Francia | Ninian Park (2.173 spett.) |

| Swansea 15 ottobre 1995 | Galles | 22 – 10 | Samoa | Vetch Field (15.385 spett.) |

### Classifica
| Squadra | Giocate | Vinte | Pareggiate | Perse | A favore | Contro | Differenza | Punti |
| ------- | ------- | ----- | ---------- | ----- | -------- | ------ | ---------- | ----- |
| Galles  | 2       | 2     | 0          | 0     | 50       | 16     | +34        | 4     |
| Samoa   | 2       | 1     | 0          | 1     | 66       | 32     | +34        | 2     |
| Francia | 2       | 0     | 0          | 2     | 16       | 84     | -68        | 0     |

## Semifinali
| Manchester 21 ottobre 1995 | Inghilterra | 25 – 10 | Galles | Old Trafford (30.042 spett.) |

| Huddersfield 22 ottobre 1995 | Australia | 30 – 20 | Nuova Zelanda | McAlpine Stadium (16.608 spett.) |

## Finale
| Londra 28 ottobre 1995 | Inghilterra | 8 – 16 | Australia | Wembley Stadium (66.540 spett.) |